# Mahardah (okrug)
Okrug Mahardah (ar. منطقة محردة) je okrug u sirijskoj pokrajini Hama. Po popisu iz 2004. (prije rata), okrug je imao 143.953 stanovnika. Administrativno sjedište je u naselju Mahardah.

## Nahije
Okrug je podijeljen u nahije (broj stanovnika se odnosi na popis iz 2004.):
- Mahardah (ناحية محردة):  80,165 stanovnika.[2]
- Kafr Zita (ناحية كفر زيتا):  39,302 stanovnika.[3]
- Karnaz (ناحية كرناز):  25,039 stanovnika.[4]